# Fiammetta Wilson
Fiammetta Wilson (née Helen Frances Worthington le 19 juillet 1864 et décédée le 21 juillet 1920) était une astronome britannique élue membre de la Royal Astronomical Society en 1916,,,,.

## Jeunesse et éducation
Fiammetta Wilson est née Helen Frances Worthington le 19 juillet 1864 de Helen Felicite (Till) Worthington (1839–1922) et Francis Samuel Worthington (1837–1912) de Lowestoft, du comté de Suffolk. Elle avait quatre jeunes frères et sœurs, deux frères et deux sœurs. Son père était médecin et chirurgien, très intéressé par les sciences naturelles. Après sa retraite, il consacra du temps à faire des études microscopiques et encouragea Fiammetta à étudier son environnement naturel. Elle fut éduquée par des gouvernantes, fréquenta des écoles en Allemagne et en Suisse et fut formée à la musique en Italie.

## Mariages et identités
Le 29 octobre 1889, Helen Frances Worthington épousa Herbert William Webster (1864–1922) à l'église Saint-Gabriel à Londres. Webster était chanteur et professeur de musique dans une famille d'ecclésiastiques. Le couple se sépara, probablement vers l'été 1898.
De 1897 à 1916 au moins, Helen a enseigné la mandoline et a été chef d'orchestre à la Guildhall School of Music and Drama. Elle excellait dans la direction d'orchestres à cordes et composait souvent également de la musique.
Le 23 septembre 1901, elle changea son nom par acte notarié en Fiammetta Waldahoff. Fiammetta signifie « petite flamme » en italien, mais les raisons qui l'ont poussée à choisir le nom de famille Waldahoff sont totalement inconnues. Elle fut décrite de diverses manières comme italienne, russe ou polonaise, et son âge était plus jeune.
Le 2 février 1907, Helen entame une procédure de divorce, invoquant l'abandon et l'adultère de son mari depuis 1898. Un jugement de divorce définitif est prononcé le 21 octobre 1907 et les deux parties se remarient dans les 4 mois qui suivent. Le 29 février 1908, Helen épouse Sydney Arthur Wilson à l'église All Saints, à Londres.

## Carrière
Après avoir assisté à des conférences de l'astrophysicien Alfred Fowler à l'Imperial College London, elle s'est intéressée à l'astronomie. Elle est devenue si passionnée par l'astronomie qu'elle a abandonné la plupart de sa musique et s'est retirée de la vie sociale,. Elle et son deuxième mari, Sydney Arthur Wilson, ont tous deux été élus membres de la British Astronomical Association le 23 février 1910. Entre 1916 et 1919, avec Alice Grace Cook, elle a été directrice par intérim de sa section Météores. En tant que membre, elle a observé et publié des données sur les aurores, la lumière zodiacale, les comètes et les météores.
Tout au long de sa carrière, Wilson a été incroyablement travailleuse et pouvait même observer un ciel nuageux pendant six heures d'affilée juste pour apercevoir un météore. Pour approfondir ses recherches et s'assurer que ses informations étaient exactes, elle a construit une plate-forme en bois dans son jardin afin de pouvoir observer l'espace sans être gênée par des arbres. Wilson a dû faire face à de nombreuses difficultés lors de ses observations ; elle a été menacée d'arrestation par un agent de police pendant la Première Guerre mondiale parce qu'il l'avait vue utiliser une lampe torche pour ses recherches et pensait qu'elle était un agent allemand. Elle a également continué ses observations même lorsque des zeppelins larguaient des bombes sur son quartier.
Entre 1910 et 1920, Wilson a observé environ 10 000 météores et a calculé avec précision la trajectoire de 650 d'entre eux. En 1913, elle a récupéré de manière indépendante 20D/Westphal alors qu'elle passait près de la Terre. Après avoir publié de nombreux articles, elle a été élue membre de la Royal Astronomical Society le 14 janvier 1916. Elle est également devenue membre de la Société astronomique de France et de la Société d'astronomie d'Anvers. En juillet 1920, elle a été nommée à la bourse Edward Charles Pickering, un poste de recherche d'un an au Harvard College, mais elle est décédée le même mois sans savoir qu'elle avait été nommée,,.

## Autres intérêts
Wilson aimait danser et étudier des langues étrangères comme l'italien, le français et l'allemand. Elle aimait les animaux, avait toujours un chien à ses côtés et était une cavalière très talentueuse. Elle était également une grande voyageuse et a visité le Canada et les États-Unis après avoir passé un an en Italie. Avant de s'intéresser à l'astronomie, elle a écrit de nombreuses nouvelles qui ont paru dans des magazines.

## Publications
- (en) Fiammetta Wilson et Sydney Wilson, « Occultation of Mars », Journal of the British Astronomical Association, vol. 20, no 7,‎ avril 1910, p. 382–383 (lire en ligne, consulté le 1er juillet 2024)
- (en) Fiammetta Wilson, « The Zodiacal Light », Journal of the British Astronomical Association, vol. 21, no 5,‎ février 1911, p. 241 (lire en ligne, consulté le 1er juillet 2024)
- (en) Fiammetta Wilson, « Backhouse's Polar Star Map », Journal of the British Astronomical Association, vol. 23, no 8,‎ mai 1913, p. 388–389 (lire en ligne, consulté le 1er juillet 2024)
- (en) Fiammetta Wilson, « The Zodiacal Light in 1914 », Journal of the British Astronomical Association, vol. 24, no 8,‎ mai 1914, p. 408–409 (lire en ligne, consulté le 1er juillet 2024)
- (en) Fiammetta Wilson, « Report of the Observing Sections: Meteor Section », Journal of the British Astronomical Association, vol. 26, no 5,‎ février 1916, p. 181–186 (lire en ligne, consulté le 1er juillet 2024)
- (en) Fiammetta Wilson et A. Grace Cook, « Report of the Observing Sections: Meteor Section », Journal of the British Astronomical Association, vol. 26, no 8,‎ juin 1916, p. 300–301 (lire en ligne, consulté le 1er juillet 2024)
- (en) Fiammetta Wilson et A Grace Cook, « Report of the Observing Sections: Meteor Section », Journal of the British Astronomical Association, vol. 27, no 1,‎ octobre 1916, p. 34 (lire en ligne, consulté le 2 juillet 2024)
- (en) Fiammetta Wilson, « Clusters and Nebulae visible with Small Optical Means », Journal of the British Astronomical Association, vol. 27, no 2,‎ novembre 1916, p. 72–83 (lire en ligne, consulté le 2 juillet 2024)
- Fiammetta Wilson, « Bolide remarquable a trainee lumineuse », L'Astronomie, vol. 30,‎ 1916 (lire en ligne, consulté le 2 juillet 2024)
- Fiammetta Wilson, « Aurores Boreales et Activite Solaire », L'Astronomie, vol. 30,‎ 1916 (lire en ligne, consulté le 2 juillet 2024)
- Fiammetta Wilson, « La Nuit Lumineuse du 23 au 24 Décembre 1916 », L'Astronomie, vol. 31,‎ 1917 (lire en ligne, consulté le 2 juillet 2024)
- (en) Fiammetta Wilson et A. Grace Cook, « Reports of the Observing Sections: Meteor Section », Journal of the British Astronomical Association, vol. 27, no 3,‎ janvier 1917, p. 108–112 (lire en ligne, consulté le 2 juillet 2024)
- (en) Fiammetta Wilson et A. Grace Cook, « Reports of the Observing Sections: Meteor Section », Journal of the British Astronomical Association, vol. 27, no 6,‎ avril 1917, p. 186 (lire en ligne, consulté le 2 juillet 2024)
- (en) Fiammetta Wilson et A. Grace Cook, « Reports of the Observing Sections: Meteor Section », Journal of the British Astronomical Association, vol. 28, no 1,‎ octobre 1917, p. 19–21 (lire en ligne, consulté le 2 juillet 2024)
- (en) Fiammetta Wilson et William F. Denning, « The Meteoric Shower of January », Monthly Notices of the Royal Astronomical Society, vol. 78, no 3,‎ janvier 1918, p. 198–199 (lire en ligne, consulté le 2 juillet 2024)
- (en) Fiammetta Wilson et A. Grace Cook, « Reports of the Observing Sections: Interim Report of the Meteoric Section », Journal of the British Astronomical Association, vol. 28, no 4,‎ février 1918, p. 116–123 (lire en ligne, consulté le 2 juillet 2024)
- Fiammetta Wilson, « Observations Simultanees d'Etoiles Filantes », L'Astronomie, vol. 32,‎ 1918, p. 361–362 (lire en ligne, consulté le 2 juillet 2024)
- Fiammetta Wilson et A. Grace Cook, « Coopération interalliée en astronomie météorique », Journal des Observateurs, vol. 2, no 4,‎ 1918, p. 41–42 (lire en ligne, consulté le 2 juillet 2024)
- (en) Fiammetta Wilson et A. Grace Cook, « Meteoric Astronomy », The Observatory, vol. 41,‎ mars 1918, p. 127–129 (lire en ligne, consulté le 2 juillet 2024)
- (en) Fiammetta Wilson et A. Grace Cook, « Reports of the Observing Sections: Meteor Section », Journal of the British Astronomical Association, vol. 29, no 1,‎ octobre 1918, p. 19–24 (lire en ligne, consulté le 2 juillet 2024)

## Lectures complétaires
- (en) William Barton, « Fiammetta Wilson: Mandolins and meteors », The Antiquarian Astronomer, vol. 13,‎ 2019, p. 23–29 (lire en ligne, consulté le 2 juillet 2024)